# Cacela Velha

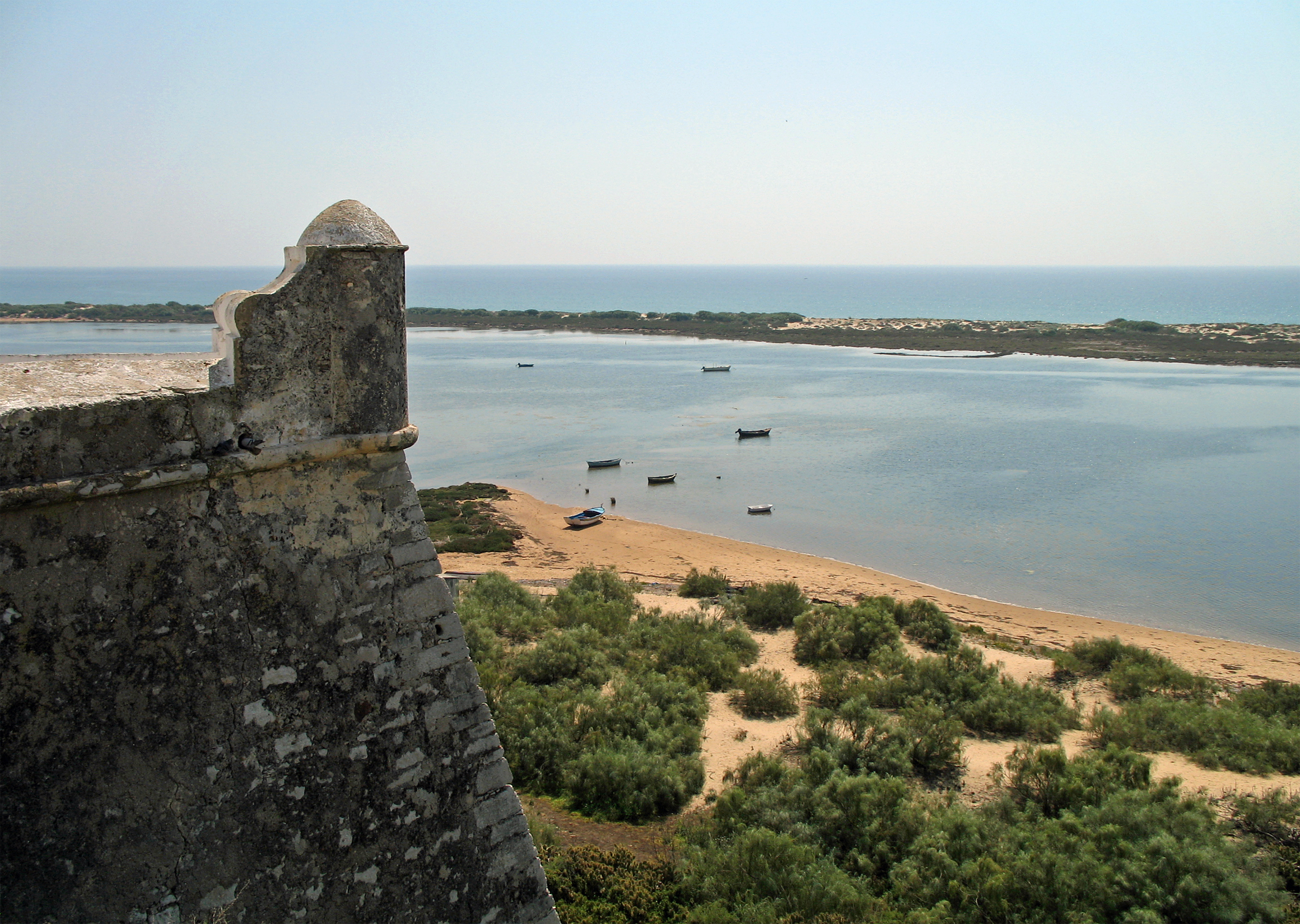
Fortaleza de Cacela Velha com vista sobre a Ria Formosa

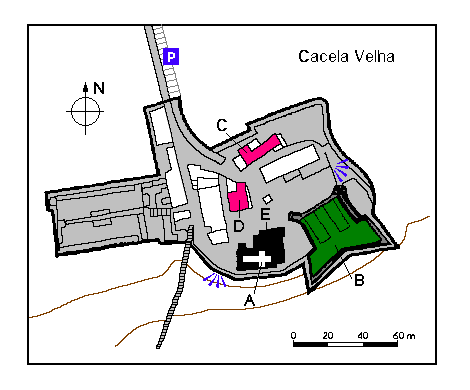
Mapa do núcleo histórico: A - Igreja Matriz; B - Fortaleza; C - Casas da Câmara; D - Casa do Pároco; E - Misericórdia.

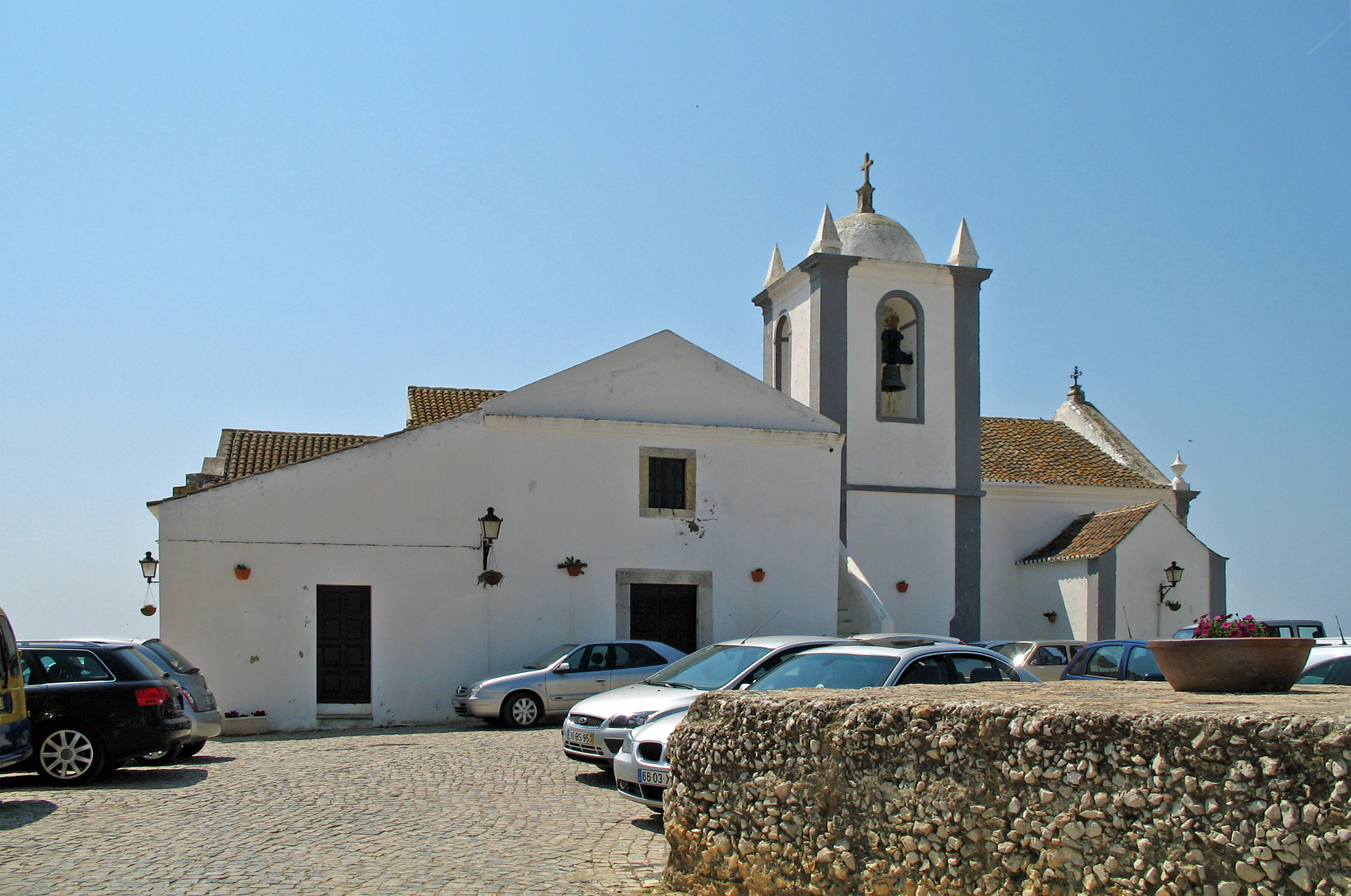
Igreja Matriz de Cacela Velha

Cacela Velha é uma aldeia localizada numa elevação arenítica em frente à Ria Formosa e ao mar, na freguesia de Vila Nova de Cacela, no município de Vila Real de Santo António, de cuja fortaleza se vislumbra uma das mais belas panorâmicas do sotavento algarvio.
A  aldeia de Cacela Velha está classificada como Imóvel de Interesse Público desde 1996.

## Descrição
Para muitos a mais bela zona da ria Formosa, conserva admiravelmente o seu encanto e pacatez. Da bela localidade muralhada de Cacela-a-Velha, edificada sobre uma arriba fóssil com cerca de um milhão de anos, contempla-se a ria Formosa e a ilha-barreira onde se situa a praia marítima. No cais de Fábrica há um restaurante popular pelo lingueirão e pelas ostras.
A povoação de Cacela Velha está integrada no percurso oriental do Caminho Português de Santiago.

## História
Constituiu ponto de passagem para navegadores gregos e fenícios, e segundo alguns autores terá sido Cunistorgis, a antiga capital dos Cúneos. Os romanos ampliaram-na e os árabes deram-lhe o prestígio.
Cacela passa, em 713, para o domínio muçulmano, durante as campanhas de Abdalazize ibne Muça no Algarve e Baixo Alentejo. O litoral algarvio ficou sob o controlo de clãs árabes iemenitas e sírios, sendo Cacela dominada por árabes do grupo dos Banu Darrâj.
Cacela era uma povoação relativamente importante da cora (distrito) de Ossónoba (Faro). O seu nome seria Hisn-Kastala, Qastallat Dararsh, Cacetalate ou Cacila (prado ou pastagem de gado), donde derivaria o nome actual.
Era defendida por um castelo datando do século IX-X, da época do califado, e estender-se-ia para fora do recinto amuralhado, apresentando um cariz marítimo-agrícola. Nesta época califal viveu o mais famoso poeta de Cacela, Ibn Darraj Al-Qastalli, nascido no ano de 347 da Hégira (958) e falecido em 1030.
Durante o período islâmico e a época medieval foi um importante centro populacional, tendo sido conquistada aos mouros por D. Paio Peres Correia em 1240. Segundo a lenda, após a conquista de Cacela, foram ditadas tréguas, mas sete cavaleiros cristãos foram mortos à traição pelos mouros e assim a fúria de D. Paio abateu-se sobre Tavira e conquistou-a.
A administração do Castelo e suas terras do termo foram entregues à Ordem de Santiago, sendo a ordem responsável pela nomeação de um comendador que gerisse as respectivas terras. 
Em 17 de Julho de 1283 D. Dinis outorgou foral a Cacela. No concelho de Cacela estavam integradas parcelas das actuais freguesias do Azinhal e Odeleite.
Durante o século XIV devido a alterações da linha da costa e aos constantes ataques de piratas a população começou a abandonar a vila e a partir para o interior, disseminando-se por quintas e fazendas das ricas terras agrícolas que se estendem até à serra. Esta tendência ter-se-á acentuado sobretudo a partir da época dos Descobrimentos. Embora mantendo actividades ligadas ao mar, Cacela adquiriu um cariz marcadamente rural.
Documento de 1465 refere não haver casas para além do castelo em que o comendador morava. Desenho de 1617 mostra um núcleo urbano constituído por fortaleza, igreja, casas do prior, casa da câmara e pelourinho. Os habitantes viviam fora da vila. De 1621 chega-nos a «Relação e Traça da Vila de Cacela», de Alexandre Massai.
Com o terramoto de 1 de Novembro de 1755, "na Villa de Cacela (…) se arruinou a Matriz, a Misericordia, as Cazas da Camara; e á Fortaleza visinha cairam os baluartes contanta violencia, que arrojaram á praia os canhoes montados" [in "Relaçam do terramoto do primeiro de Novembro do anno de 1755. Com os effeitos, que particularmente cauzou neste Reino do Algarve".
A "Carta topográfica dos baldios e terras incultas do termo da vila de Casella (…) 1775" mostra um núcleo urbano constituído por igreja, fortaleza, pelourinho, casas do padre, câmara e cadeia e casas do governador.

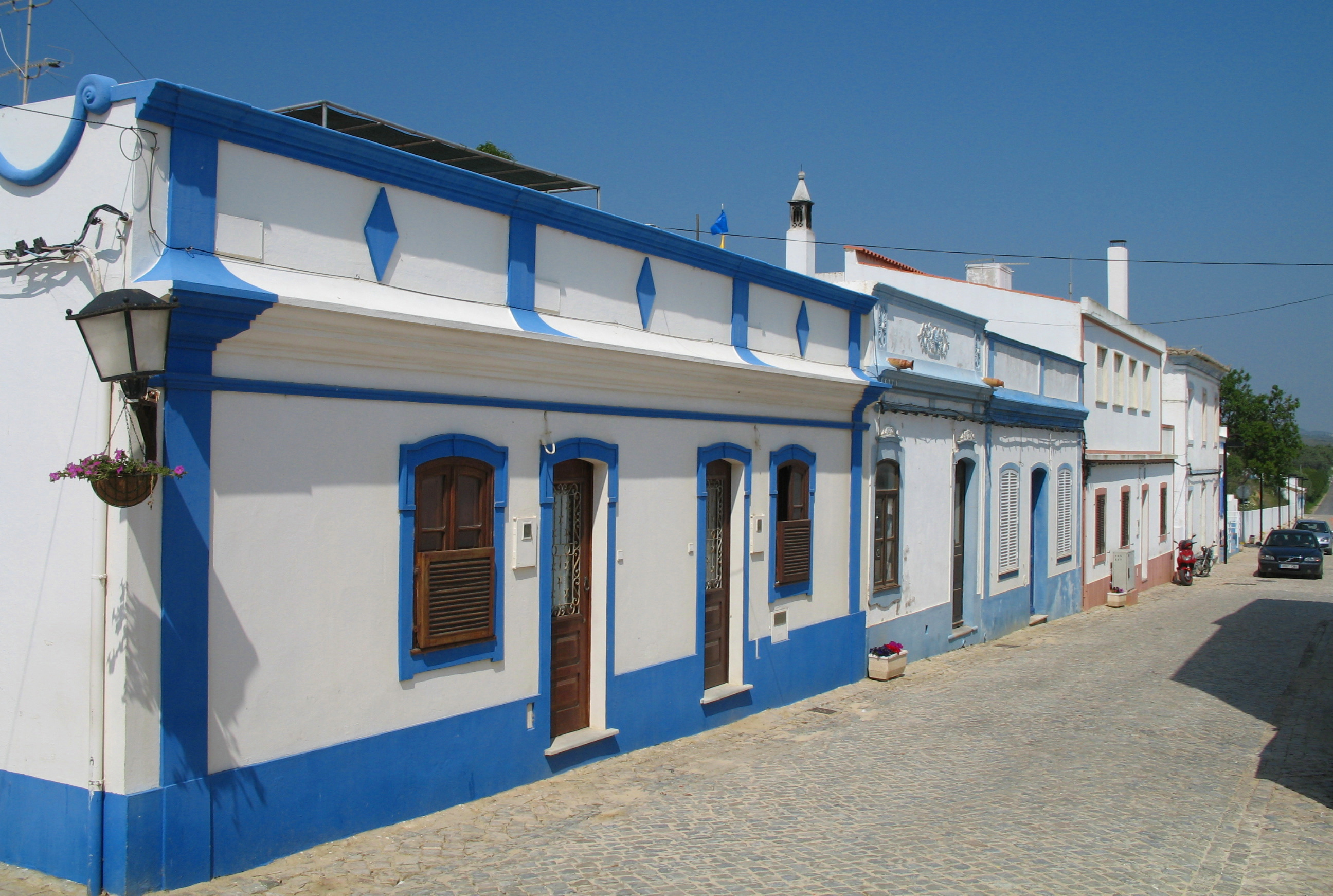
Casas tradicionais à entrada de Cacela Velha

No quadro de uma reforma político-administrativa do Algarve, a câmara de Cacela é abolida em 12 de Dezembro de 1775 por decreto de D. José I, sendo o seu território unido ao da recém-criada Vila Real de Santo António. O priorado de Cacela, com a respectiva comenda, havia já sido transferido para Vila Real de Santo António no ano anterior. Em 1784 (?) foi criada a Freguesia de Cacela, por desmembramento da freguesia de Vila Real de Santo António.
Em 24 de Junho de 1833 deu-se o desembarque em Cacela, em plena guerra civil, de uma pequena força liberal de cerca de 2.500 homens sob o comando do duque da Terceira. O desembarque terá tido lugar junto à Torre Velha (sítio do Alto), no extremo leste da freguesia, num local aproximadamente equidistante da fortaleza de Cacela e do antigo forte do Cabeço (Praia Verde). A força liberal após atravessar todo o Algarve e Alentejo, iludindo o exército miguelista, entrou triunfante em Lisboa exactamente um mês depois, em 24 de Julho.

## Património
Actualmente como pontos de interesse encontramos a fortaleza do século XVII, um edifício de duplo beiral do século XVI, algumas moradias de arquitectura tradicional algarvia do século XVIII, a igreja de origem medieval, as ruínas islâmicas, os fornos romanos e os vestígios da antiga muralha medieval. O pelourinho aparece mencionado em cartas dos séculos XVII e XVIII, nomeadamente em 1775, mas terá eventualmente desaparecido com a extinção do concelho.